# Ла-Шапель-Югон
Ла-Шапе́ль-Юго́н (фр. La Chapelle-Hugon) — коммуна во Франции, находится в регионе Центр. Департамент — Шер. Входит в состав кантона Ла-Герш-сюр-л’Обуа. Округ коммуны — Сент-Аман-Монтрон.
Код INSEE коммуны — 18048.

## География
Коммуна расположена приблизительно в 230 км к югу от Парижа, в 140 км юго-восточнее Орлеана, в 50 км к юго-востоку от Буржа.
По территории коммуны проходит канал Берри и протекает небольшая река Обуа.

## Население
Население коммуны на 2008 год составляло 384 человека.
| 1962 | 1968 | 1975 | 1982 | 1990 | 1999 | 2008 |
| ---- | ---- | ---- | ---- | ---- | ---- | ---- |
| 309  | 366  | 305  | 327  | 364  | 376  | 384  |

## Администрация
| Период | Период | Фамилия       | Партия | Примечания |
| ------ | ------ | ------------- | ------ | ---------- |
| 2001   | 2008   | Жан-Ив Каньяр |        |            |
| 2008   | 2014   | Жан-Ив Жио    |        |            |

## Экономика

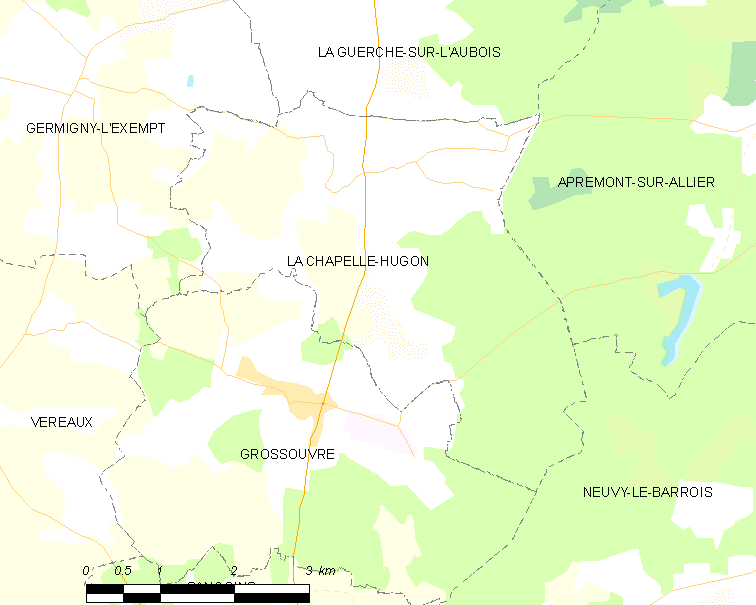
Карта коммуны

В 2007 году среди 240 человек в трудоспособном возрасте (15-64 лет) 171 были экономически активными, 69 — неактивными (показатель активности — 71,3 %, в 1999 году было 60,8 %). Из 171 активных работали 151 человек (85 мужчин и 66 женщин), безработных было 20 (10 мужчин и 10 женщин). Среди 69 неактивных 14 человек были учениками или студентами, 22 — пенсионерами, 33 были неактивными по другим причинам.

## Достопримечательности
- Церковь Святых Стефана и Мартина (XII век)
- Замок Борд (XVII век)
- Водяная мельница